# Benito Lynch

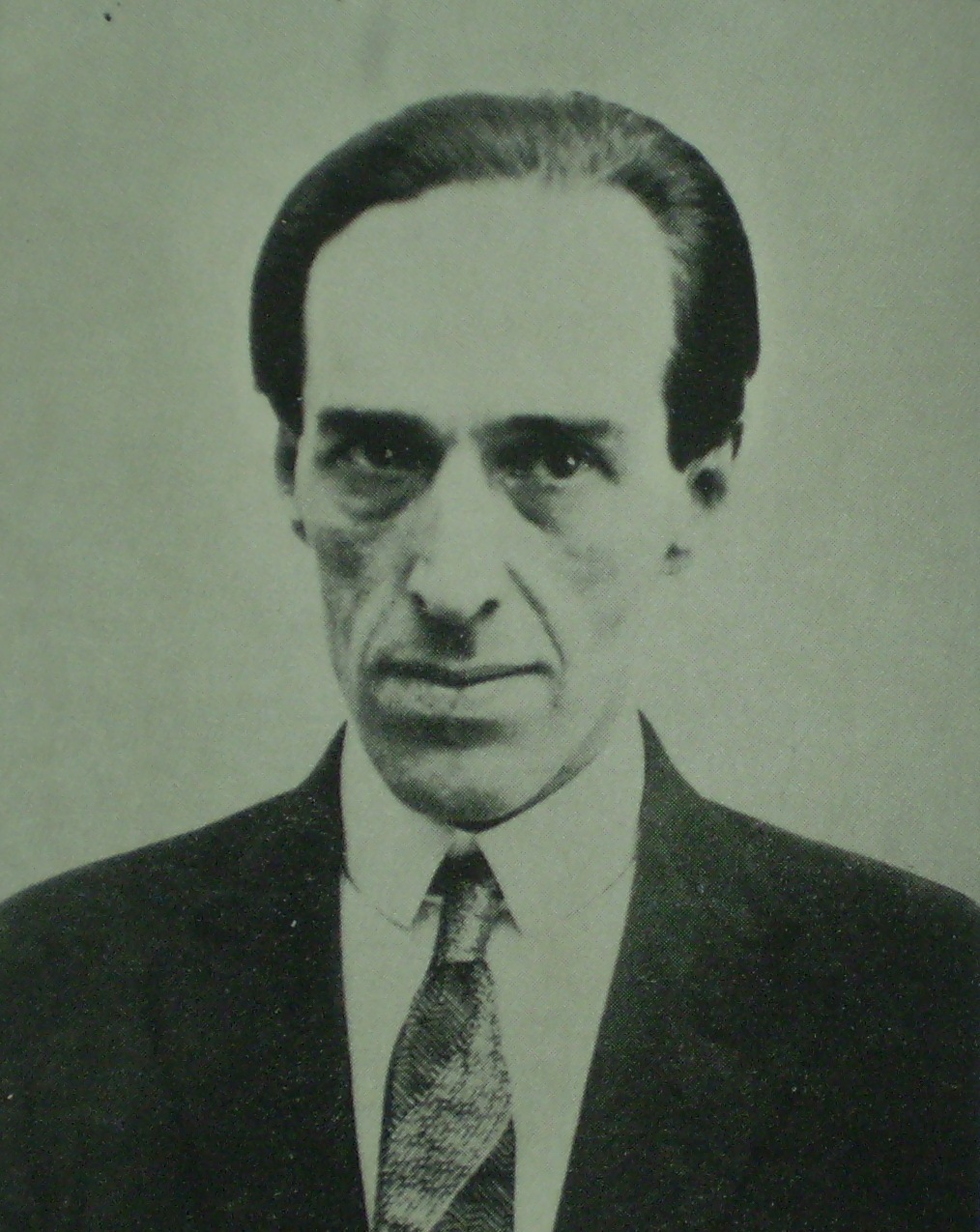
Benito Lynch

Benito Lynch (* 25. Juli 1885 in Buenos Aires; † 23. Dezember 1951 in La Plata) war ein argentinischer Schriftsteller.

## Leben und Karriere
Lynch kam aus wohlhabenden Verhältnissen; seine Familie stammte aus Galway (Irland), von wo sein Vorfahr Patrick Lynch im 18. Jahrhundert nach Argentinien ausgewandert war. Seine Kindheit und Jugend verbrachte Lynch auf dem ausgedehnten Landsitz seiner Großeltern. Später wurde das ganze Anwesen verkauft und die Familie ließ sich in der neu entstandenen Stadt La Plata nieder.
Lynch wurde gelegentlich als Exzentriker mit Emily Dickinson verglichen. Zeit seines Lebens lebte er im Haus seiner Familie zusammen mit seinen beiden unverheirateten Schwestern, mit denen er aber nur unregelmäßigen Kontakt pflegte. Außer seinem Interesse für Sport (in der Hauptsache Fußball) interessierte er sich weder für das gesellschaftliche oder politische Leben seiner Umgebung.
Viele seiner verschrobenen und skurrilen Kurzgeschichten erschienen erst in Zeitungen und Zeitschriften, wie „La Nación“, „El Hogar“, „Caras y carets“, „Leoplán“ u. a. Später wurden sie dann von ihm selbst oder von anderen Herausgebern zu verschiedenen Anthologien zusammengestellt.
Im Alter von 66 Jahren starb Benito Lynch am 23. Dezember 1951 in La Plata und fand dort auch seine letzte Ruhestätte.

## Werke (Auswahl)
- El antojo de la patrona. Editorial Latina, Buenos Aires 1925.
- Cuentos camperos. Editorial Troquel, Buenos Aires 1964.
- Die Geier von La Floriada. Ein Gaucho-Roman („Los caranchos de La Florida“). Obpacher Verlag, München 1960.
- El inglés de los güesos. 30. Aufl. Editorial Troquel, Buenos Aires 1984, ISBN 950-16-5116-9.
- De los campos porteños. Cuentos. Editorial Troquel, Buenos Aires 1982, ISBN 950-16-0601-5.
- La mal calladas. Libreria Anaconda, Buenos Aires 1933.
- Palo verde. El antojo de la patrone; 2 novelas. Editorial Prometeo, Santiago de Chile, 1939.
- Plata dorada. Giles, Buenos Aires 1909.
- Raquel. Novela. Libreria Anaconda, Buenos Aires 1931.
- El romance de un gaucho. Kraft, Buenos Aires 1961.